# ۷۸۱ (خورشیدی)
۷۸۱ هفتصد و هشتاد و یکمین سال هجری خورشیدی است.